# Llanidloes
Llanidloes (Pronúncia em galês: [ɬanˈɪdlɔɨs] ) é uma cidade e comunidade nas estradas A470 e B4518 em Powys, dentro dos limites históricos do condado de Montgomeryshire (em galês:  Sir Drefaldwyn ), País de Gales. A população em 2011 era de 2.929, dos quais 15% falavam galês.  É o terceiro maior assentamento em Montgomeryshire, depois de Newtown e Welshpool.

## Geminação de cidades
- Derval, Pays de la Loire